# هشام الجباري
هشام الجباري (مواليد سنة 1971) هو مخرج ومنتج أفلام وكاتب سيناريو مغربي. أخرج عدة أفلام ومسلسلات مغربية.

## أعماله

### أفلام
- 2009: الزبير وجلول
- 2011: ظلال الموت
- 2014: الذئاب لا تنام
- 2015: دموع إبليس
- 2016: خفة الرجل
- 2017: آلو ابتسام
- 2019: قلبي بغاه
- 2023: أنا ماشي أنا
- 2024: حادة وكريمو
- 2025: فرصة ثانية
- 2025: مازال الحال

### مسلسلات
- 2009: دار الورثة
- 2010: دار الورثة 2
- 2011: عش البنات
- 2011: البخيل والمسراف
- 2012: ناس وناس
- 2013: راس لمحاين
- 2014: بنت الناس
- 2014: فالصالون
- 2015: الوريث الوحيد
- 2016: أنا ومنى ومنير
- 2016: 7 فالدار
- 2017: مومو عينيا
- 2017: مرضي ميمتو
- 2017: فرصة العمر
- 2018: زواجي محال
- 2019: نهار مبروك
- 2019: الماضي لا يموت
- 2019: دابا تزيان
- 2019: زهر الباتول
- 2020: سلمات أبو البنات
- 2020: قهوة نص نص
- 2020: الماضي لا يموت 2
- 2021: سلمات أبو البنات 2
- 2021: سلمات أبو البنات 3
- 2022: سلمات أبو البنات 4
- 2023: سلمات أبو البنات 5
- 2023: طريق لورد
- 2024: بين لقصور
- 2025: على غفلة
- 2025: مسك الليل

### الأعمال المسرحية
- الدق والسكات
- درهم الحلال
- ميعادنا العشا
- سعد البنات
- دير مزية
- طالب راغب
- ضربنا التران

## جوائز
نال الجباري جائزة الشاشة الذهبية بمهرجان الشاشات السوداء بياوندي في الكاميرون، عن فيلم «دموع إبليس»، كما فاز بأحسن إخراج وأحسن فيلم درامي عن فيلم «الذئاب لا تنام» في مهرجان مكناس، وأحسن فيلم درامي لنفس الفيلم بالقاهرة.

## وصلات خارجية
- هشام الجباري على موقع IMDb (الإنجليزية)
- هشام الجباري على موقع قاعدة بيانات الأفلام العربية
- هشام الجباري على موقع قاعدة بيانات الفيلم (الإنجليزية)
- هشام الجباري على موقع africultures